# 로즈애플
로즈애플(영어: rose apple, 학명: Syzygium jambos 시지기움 얌보스[*])은 도금양과의 나무이다. 동남아시아 원산이며, 다른 지역에도 과실수 및 관상수로 도입되어 재배되고 있다. 5월 무렵에 지름 3cm 정도의 하얀 꽃이 핀다. 열매는 식용 가능하며 옅은 장미향이 난다.

## 사진

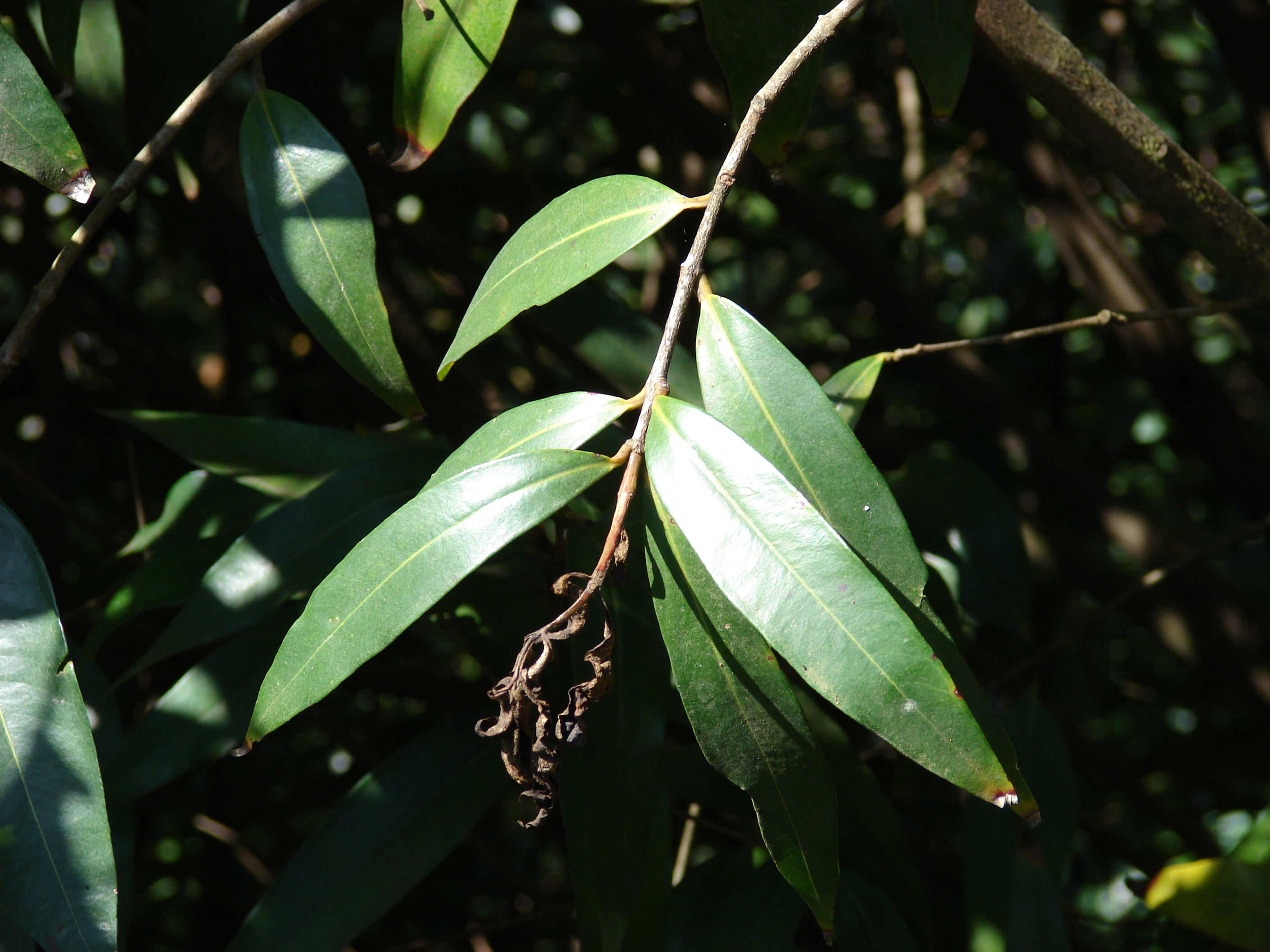
잎
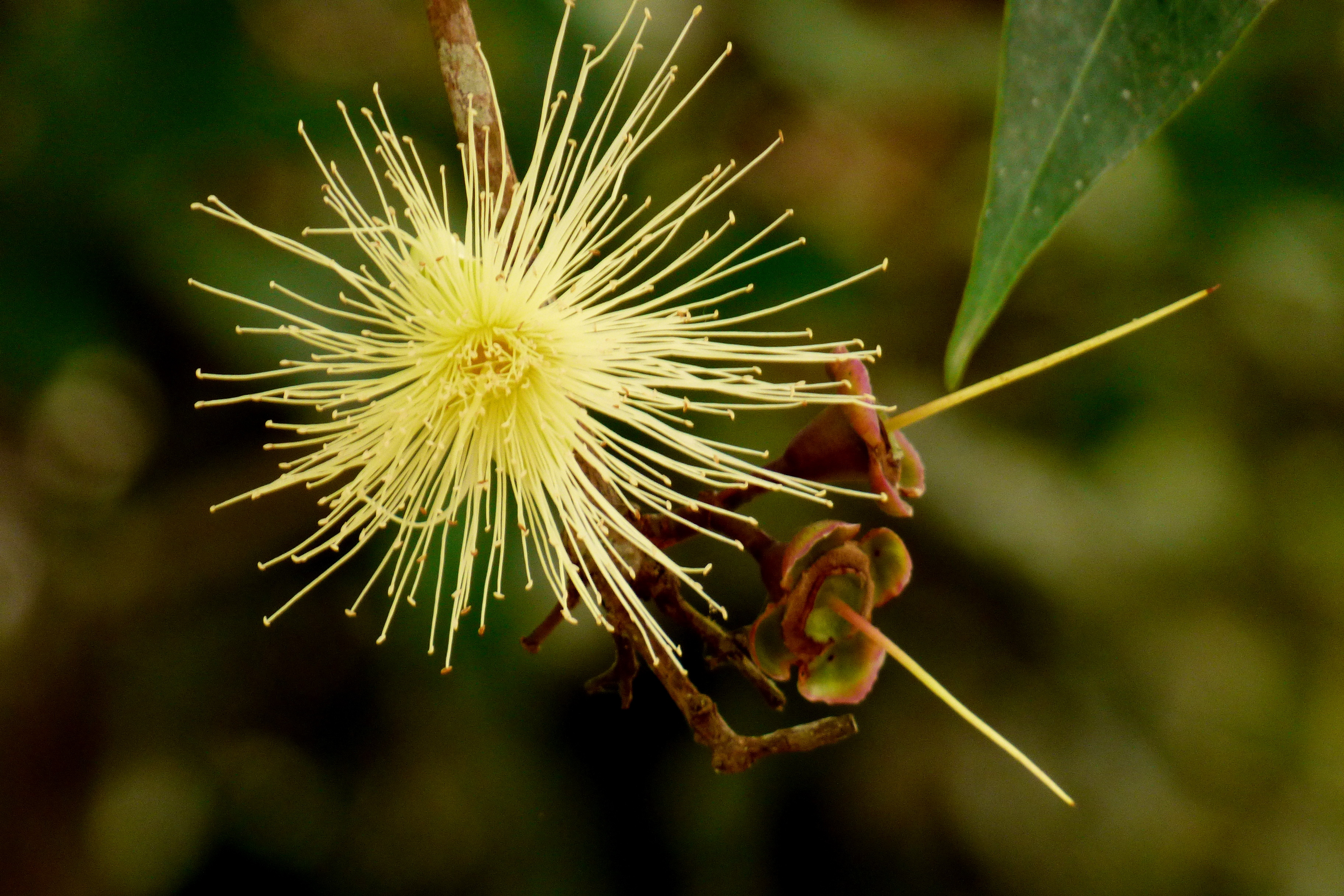
꽃
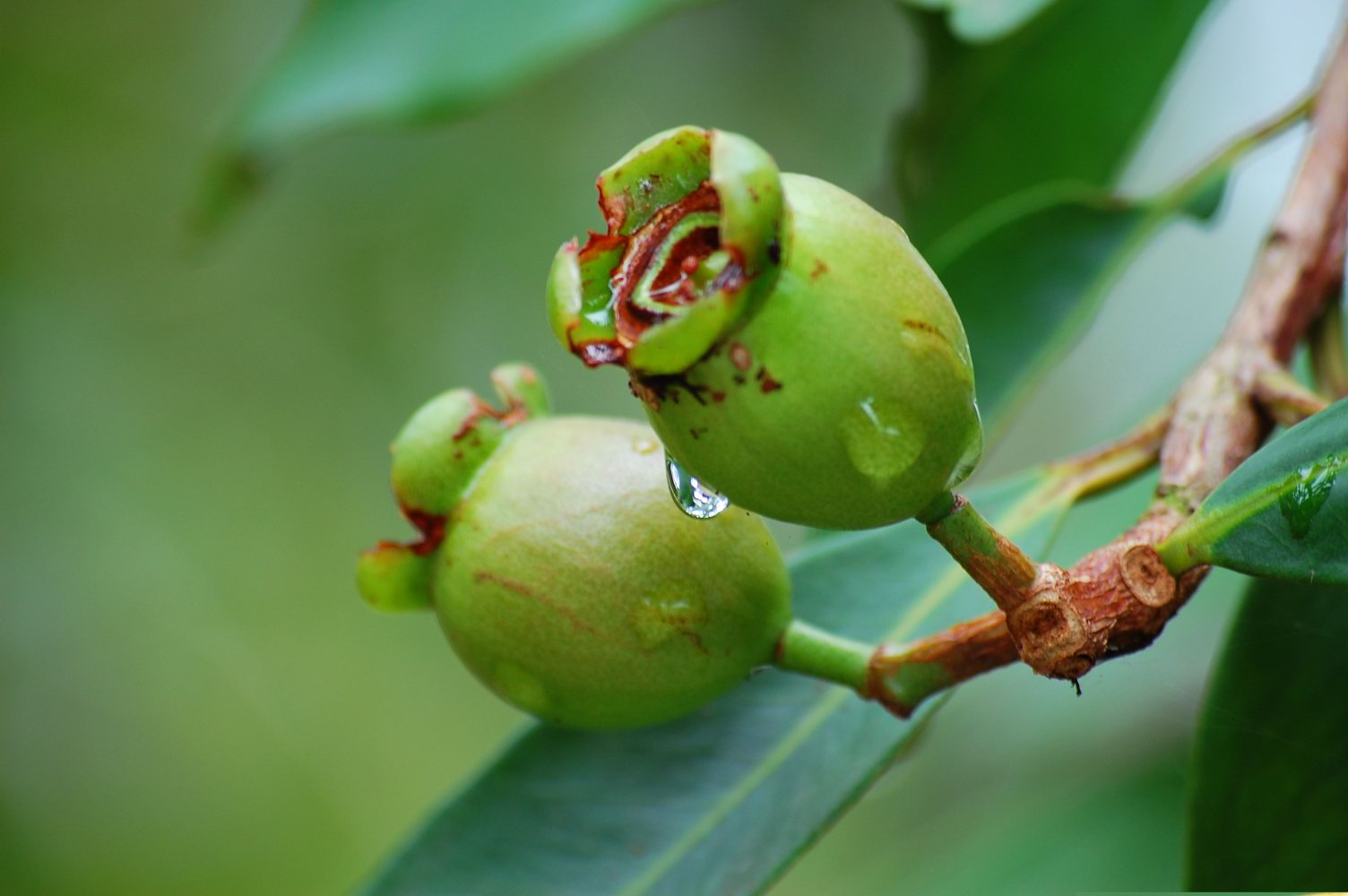
풋열매
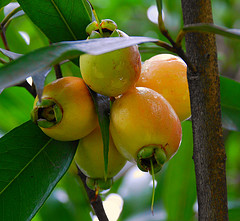
익은 열매
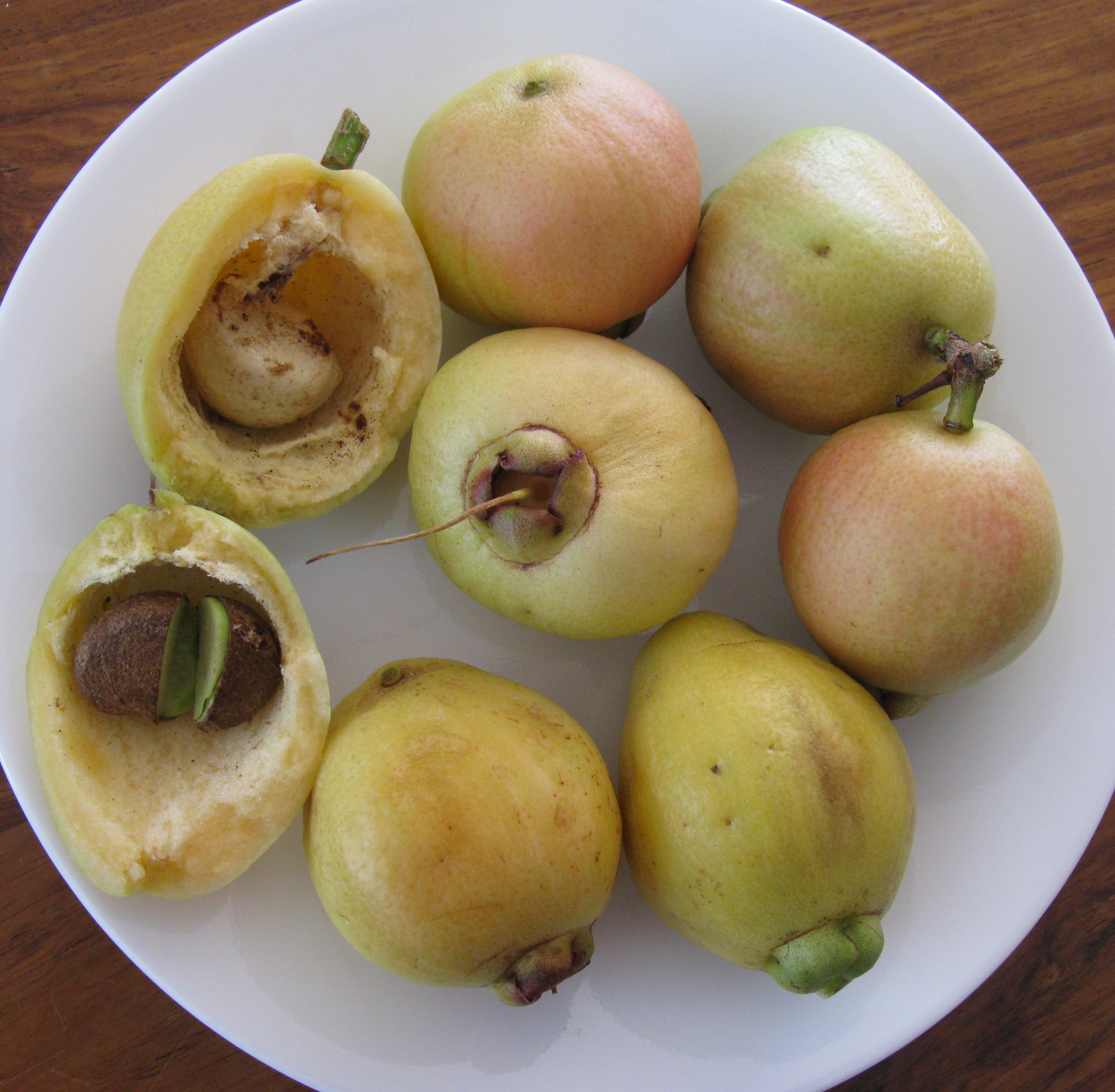
로즈애플 (과일)